# Taťjana Andropovová
Taťjana Andropovová (rusky Татьяна Филипповна Андропова, Taťjana Filippovna Andropova, rozená Lebeděvová, 1917 – 1991) byla druhou manželkou generálního tajemníka KSSS Jurije Andropova.

## Životopis

### Činnost v Kosmomolu
Taťjana Lebeděvová se narodila v roce 1917, vystudovala pedagogickou školu a zapojila se do činnosti Komsomolu. V roce 1940 byla jmenována do komsomolu v Karélii. V témže roce se v Petrozavodsku seznámila se svým budoucím manželem. V té době Jurij Andropov působil jako první tajemník Ústředního výboru komsomolu Karelo-finské sovětské socialistické republiky. Tehdejší Andropovova manželka Nina Jengaličevová a dvě děti se s ním při jmenování do funkce do oblasti nepřestěhovaly. Po navázání vztahu s Taťjanou Lebeděvovou se Jurij Andropov rozvedl a podruhé oženil v létě 1941. Měli dvě děti, Igora a Irinu.

### Život v Moskvě
Když byl Jurij Andropov v roce 1951 jmenován do Ústředního výboru Komunistické strany Sovětského svazu, začala rodina žít v Moskvě. V letech 1954 až 1957 působil Jurij Andropov jako mimořádný a zplnomocněný velvyslanec Sovětského svazu v Maďarsku a manželka s dětmi ho doprovázely. Koncem října 1956 došlo v Budapešti k rozsáhlým protestům proti Sovětskému svazu a jejich rezidence byla obléhána demonstranty, což mělo dlouhodobé negativní dopady na zdraví Taťjany Andropovové. Z Budapešti odjela, ale po dvou měsících se tam vrátila. V důsledku tohoto incidentu trpěla hypertenzí a trpěla akutními bolestmi hlavy. Od té doby měla navíc strach z davů a otevřených prostranství.
Rodina žila na Kutuzovském prospektu v Moskvě, kde bydleli i Suslov a Brežněv. Kvůli zdravotním problémům neplnila oficiální povinnosti v době, kdy byl Andropov generálním tajemníkem komunistické strany, a žila jako samotářka v jejich bytě. Zemřela v roce 1991.